# Адамс-Сентер (Нью-Йорк)
Адамс-Сентер (англ. Adams Center) — переписна місцевість (CDP) в США, в окрузі Джефферсон штату Нью-Йорк. Населення — 1492 особи (2020).

## Географія
Адамс-Сентер розташований за координатами 43°52′12″ пн. ш. 75°59′19″ зх. д. / 43.87000° пн. ш. 75.98861° зх. д. (43.869969, -75.988612).  За даними Бюро перепису населення США в 2010 році переписна місцевість мала площу 12,93 км², з яких 12,58 км² — суходіл та 0,35 км² — водойми.

## Демографія
Згідно з переписом 2010 року, у переписній місцевості мешкало 1568 осіб у 591 домогосподарстві у складі 437 родин. Густота населення становила 121 особа/км².  Було 629 помешкань (49/км²).
Расовий склад населення:
| - 95,5 % — білих - 1,5 % — чорних або афроамериканців - 0,4 % — азіатів - 0,3 % — вихідців з тихоокеанських островів - 0,1 % — корінних американців |

До двох чи більше рас належало 1,8 %. Частка іспаномовних становила 1,3 % від усіх жителів.
За віковим діапазоном населення розподілялося таким чином: 24,9 % — особи молодші 18 років, 63,1 % — особи у віці 18—64 років, 12,0 % — особи у віці 65 років та старші. Медіана віку мешканця становила 38,2 року. На 100 осіб жіночої статі у переписній місцевості припадало 91,7 чоловіків;  на 100 жінок у віці від 18 років та старших — 89,2 чоловіків також старших 18 років.
Середній дохід на одне домашнє господарство  становив 52 799 доларів США (медіана — 33 849), а середній дохід на одну сім'ю — 58 135 доларів (медіана — 52 917). За межею бідності перебувало 14,0 % осіб, у тому числі 16,9 % дітей у віці до 18 років та 12,1 % осіб у віці 65 років та старших.
Цивільне працевлаштоване населення становило 788 осіб. Основні галузі зайнятості: мистецтво, розваги та відпочинок — 16,9 %, науковці, спеціалісти, менеджери — 16,8 %, освіта, охорона здоров'я та соціальна допомога — 15,4 %.